# Rossana Podestà
Rossana Podestà, cuyo nombre real era Carla Dora Podestà (Trípoli, 20 de junio de 1934-Roma, 10 de diciembre de 2013), fue una actriz de cine italiana que desarrolló su actividad entre principios de la década de 1950 y mediados de la de 1980.

## Nacimiento y primeros años
Nacida en Trípoli, de Libia, entonces colonia italiana, pasó sus primeros años de vida en esa ciudad del norte de África. Al término de la Segunda Guerra Mundial, con la derrota de Italia y la pérdida de sus colonias, muchos de los colonos allí establecidos hubieron de desplazarse al territorio metropolitano, entre ellos la familia de Carla, que se trasladó a Roma.

## Trayectoria artística
Dotada de una belleza notable, fue descubierta por el realizador Léonide Moguy para su película Domani é un altro giorno en 1951. Este trabajo supondría el comienzo de una carrera que llevaría a Rossana Podestà a intervenir en cerca de sesenta películas, tanto italianas como de carácter internacional. Formó parte de los repartos de algunas grandes producciones de Hollywood de carácter histórico-mitológico, filmadas en Italia, como Ulises, de Mario Camerini (1954); Helena de Troya, de Robert Wise (1955) —en el papel principal, al que también aspiraron Elizabeth Taylor, Lana Turner, Ava Gardner, Rhonda Fleming e Yvonne De Carlo—, y Sodoma y Gomorra, de Robert Aldrich (1962). Por estas producciones, Rossana Podestà cobró fama internacional, y fue considerada como una de las reinas del péplum. Sería notable su participación en obras del neorrealismo, a cargo de Valerio Zurlini, Mario Monicelli y Steno (Stefano Vanzina). También trabajó para realizadores como el alemán Georg Wilhelm Pabst, los mexicanos Emilio Fernández y Julián Soler, y los españoles Julio Coll y Pedro Lazaga.

## Decadencia artística y retirada del cine
Durante la década de los setenta, Podestà interviene en un buen número de comedias eróticas de escaso relieve, como Homo Eroticus, Paolo il caldo, Il prete sposato, L'uccello migratore o Siete chicas peligrosas. En esta época, también posaría desnuda para la portada de la edición italiana de la revista Playboy, y formaría parte del jurado del certamen Miss Universo 1979, celebrado en la ciudad australiana de Perth. En este último cometido, estaría acompañada por, entre otros, la también actriz Constance Towers o los cantantes Julio Iglesias y Tony Martin. En 1985 rodó su último filme, Segreti segreti, a las órdenes de Giuseppe Bertolucci.

## Vida personal
Rossana Podestà contrajo matrimonio en 1954 con el actor Marco Vicario, con el que rodó en España la película Playa prohibida. Posteriormente, Vicario pasó a la realización, dirigiendo y produciendo varias películas al servicio de su esposa: Le ore nude (1964), Siete hombres de oro (1965), El gran golpe de los siete hombres de oro (1967), Il prete sposato (1970), Homo eroticus (1972), Paolo il caldo (1973). Divorciada de Marco Vicario, tendría desde 1981 como compañero al alpinista (considerado uno de los mejores de la historia),
explorador y periodista Walter Bonatti.
Falleció en Roma el 10 de diciembre de 2013, a los 79 años, tras ser operada de un tumor benigno en el cerebro. Fue sepultada en el cementerio comunal de Porto Venere.

## Filmografía
1. Domani è un altro giorno, de Léonide Moguy (1951).
2. I sette nani alla riscossa, de Paolo William Tamburella (1951).
3. Guardias y ladrones (Guardie e ladri), de Steno (Stefano Vanzina) y Mario Monicelli (1952).
4. Strano appuntamento, de Desiderius Hamza (1952).
5. Gli angeli del quartiere, de Carlo Borghesio (1952).
6. Io, Amleto, de Giorgio Simonelli (1952).
7. Il moschettiere fantasma, de Max Calandri (1952).
8. Don Lorenzo, de Carlo Ludovico Bragaglia (1952).
9. La voce del silenzio, de Georg Wilhelm Pabst (1953).
10. La red, de Emilio Fernández (1953).
11. Nosotros dos, de Emilio Fernández (1953).
12. Fanciulle di lusso, de Bernard Vorhaus (1953).
13. Viva la rivista!, de Enzo Trapani (1953).
14. Addio figlio mio!, de Giuseppe Guarino (1953).
15. Le ragazze di San Frediano, de Valerio Zurlini (1954).
16. Playa prohibida, de Julián Soler.[5] (1955)
17. Ulises (Ulisse), de Mario Camerini (1955).
18. Canzoni di tutta Italia, de Domenico Paolella (1955).
19. Non scherzare con le donne, de Giuseppe Bennati (1955).
20. Helena de Troya (Elena di Troia/Helen of Troy), de Robert Wise (1956).
21. Santiago, de Gordon Douglas (1956).
22. L'isola dei pirati, de Robert Darène (1957).
23. La espada y la cruz (La spada e le croce), de Carlo Ludovico Bragaglia (1958).
24. Vento di passioni, de Richard Wilson (1958).
25. L'isola in capo al mondo, de Edmond Greville (1959).
26. Un vaso de whisky, de Julio Coll (1959).
27. La furia de los bárbaros (La furia dei barbari), de Guido Malatesta (1960).
28. La grande vallata, de Angelo Dorigo (1961).
29. Sodoma y Gomorra (Sodoma e Gomorra/Sodom and Gomorrah), de Robert Aldrich (1962).
30. L'arciere delle mille e una notte, de Antonio Margheriti (1962).
31. La vergine di Norimberga, de Antonio Margheriti (1963).
32. La moneda rota (F.B.I. operazione Baalbek), de Hugo Fregonese[6] y Marcello Giannini (1964).
33. Le ore nude, de Marco Vicario (1964).
34. Siete hombres de oro (Sette uomini d'oro), de Marco Vicario (1965).
35. El gran golpe de los siete hombres de oro (Il grande colpo dei sette uomini d'oro), de Marco Vicario (1966).
36. Il prete sposato, de Marco Vicario (1970).
37. Homo Eroticus, de Marco Vicario (1971).
38. L'uccello migratore, de Steno (1972).
39. Paolo il caldo, de Marco Vicario (1973).
40. Il gatto mammone, de Nando Cicero (1975).
41. Il letto in piazza, de Bruno Gaburro (1976).
42. Pane, burro e marmellata, de Giorgio Capitani (1977).
43. Siete chicas peligrosas (Sette ragazze di classe), de Pedro Lazaga (1979).
44. Tranquille donne di campagna, de  Claudio Giorgi (1980).
45. I seduttori della domenica, de Dino Risi (1980).
46. El desafío de Hércules (Ercole), de Lewis Coates (Luigi Cozzi) (1983).
47. Segreti segreti, de Giuseppe Bertolucci (1985).